# Sikanderpur
Sikanderpur là một thị xã và là một nagar panchayat của quận Kannauj thuộc bang Uttar Pradesh, Ấn Độ.

## Nhân khẩu
Theo điều tra dân số năm 2001 của Ấn Độ, Sikanderpur có dân số 7564 người. Phái nam chiếm 52% tổng số dân và phái nữ chiếm 48%. Sikanderpur có tỷ lệ 60% biết đọc biết viết, cao hơn tỷ lệ trung bình toàn quốc là 59,5%: tỷ lệ cho phái nam là 66%, và tỷ lệ cho phái nữ là 53%. Tại Sikanderpur, 16% dân số nhỏ hơn 6 tuổi.